# Pelleautier
Pelleautier é uma comuna francesa na região administrativa da Provença-Alpes-Costa Azul, no departamento de Altos-Alpes. Estende-se por uma área de 12,81 km². Em 2010 a comuna tinha 759 habitantes (densidade: 59,3 hab./km²).